# Rajko Rep
Rajko Rep (* 20. Juni 1990 in Rogatec) ist ein slowenischer Fußballspieler.

## Karriere

### Verein
Rep begann seine Karriere beim NK Mons Claudius. 2004 wechselte er zum NK Celje. Sein Profidebüt gab er am 22. Spieltag 2008/09 gegen den NK Nafta Lendava. 2010 wechselte er zum Topklub NK Maribor. Nachdem er zwei Mal an den ND Mura 05 verliehen worden war, war er im Herbst 2013 vereinslos. Im Januar 2014 wechselte er nach Österreich zum Drittligisten SK Austria Klagenfurt. Mit den Kärntnern konnte er 2015 den Aufstieg in den Profifußball feiern.
Nach dem Zwangsabstieg Klagenfurts wechselte er im Sommer 2016 zum LASK, wo er einen bis Juni 2019 gültigen Vertrag erhielt.
Mit dem LASK stieg er 2017 in die Bundesliga auf. Zur Saison 2018/19 wechselte er zum Ligakonkurrenten TSV Hartberg, bei dem er einen bis Juni 2020 laufenden Vertrag erhielt. In drei Jahren in Hartberg kam er zu 89 Bundesligaeinsätzen, in denen er 22 Tore erzielte. Nach sieben Jahren in Österreich wechselte Rep zur Saison 2021/22 nach Rumänien zum Sepsi OSK Sfântu Gheorghe. Bei Sepsi setzte er sich allerdings gar nicht durch und kam nur an den ersten drei Spieltagen in der Liga 1 zum Einsatz, nach dem siebten Spieltag stand er gar nie mehr im Kader.
Daraufhin kehrte der Offensivspieler im Januar 2022 zum inzwischen erstklassigen SK Austria Klagenfurt zurück, bei dem er einen bis Juni 2023 laufenden Vertrag erhielt. Nach sieben Einsätzen für Klagenfurt löste er seinen Vertrag bei den Kärntnern allerdings im Mai 2022 wieder auf.
Im Anschluss wechselte er im August 2022 nach Polen zum Zweitligisten Bruk-Bet Termalica Nieciecza.

### Nationalmannschaft
Im November 2019 debütierte er per später Einwechslung im letzten Qualifikationsspiel zur Europameisterschaft 2021 gegen Polen in der slowenischen A-Nationalmannschaft.